# Tammese
Tammese este o arie protejată (arie specială de conservare — SAC, sit de importanță comunitară — SCI) din Estonia întinsă pe o suprafață de 158,1 ha, integral pe uscat.

## Localizare
Centrul sitului Tammese este situat la coordonatele 58°25′12″N 22°00′33″E / 58.42°N 22.0093°E.

## Înființare
Situl Tammese a fost declarat sit de importanță comunitară în aprilie 2004 pentru a proteja 1 specie de plante. Situl a fost protejat și ca arie specială de conservare în mai 2014.

## Biodiversitate
Situată în ecoregiunea boreală, aria protejată conține 1 habitat natural: Alvar nordic și șisturi calcaroase precambriene.
La baza desemnării sitului se află o specie protejată de  plante: Encalypta mutica.